# Ruski Wierch
Ruski Wierch (935 m) – szczyt w Beskidzie Sądeckim, na południowej stronie Pasma Radziejowej. Znajduje się w bocznym grzbiecie tego pasma, odchodzącym od Małego Rogacza w południowym kierunku. Wyróżnia się w nim kolejno: Pokrywisko (975 m), Ruski Wierch i Jasielnik (886 m). Grzbiet ten oddziela górną część doliny Czarnej Wody i dolinę potoku Rogacz (dopływ Białej Wody). Wcinający się w południowe stoki Jasielnika Potok pod Jasielnik dzieli go na dwa ramiona: w zachodnim znajduje się Rusinowski Wierch (830 m), we wschodnim Jasielnik (886 m) i Flader (871 m).
Ruski Wierch przed II wojną światową należał do Rusinów (Łemków), którzy zamieszkiwali 3 okoliczne miejscowości: Czarną Wodę, Białą Wodę i Jaworki. Jego stoki są w dużym stopniu wylesione, pokrywają je łąki, dawniej również pola uprawne. Ostatnio część z nich jest zalesiana lub samorzutnie zarasta lasem, nadal jednak rozciągają się stąd rozległe widoki na Tatry, Pieniny i pobliskie wzniesienia Pasma Radziejowej. Obecnie Ruski Wierch znajduje się w granicach wsi Jaworki w województwie małopolskim, w powiecie nowotarskim, w gminie miejsko-wiejskiej Szczawnica.

## Szlak turystyczny
Przez Ruski Wierch prowadzi szlak turystyki pieszej i konnej.
  – czerwony z Jaworek przez dolinę Białej Wody, obok Bazaltowej Skałki, przez Ruski Wierch na Przełęcz Gromadzką. 2:40 h, ↓ 2:30 h.